# گیلان‌ده (اسالم)
گیلان‌ده (خلیف‌آباد، خلیفه‌آباد یا خمپارو) روستایی از توابع دهستان اسالم، شهرستان تالش در استان گیلان ایران است.

## جمعیت
این روستا در بخش اسالم قرار دارد و براساس سرشماری مرکز آمار ایران در سال ۱۳۸۵، جمعیت آن ۴۲۷۳ نفر (۱۰۷۷ خانوار) بوده‌است. مردم خلیف آباد اسالم تالش هستند و به زبان تالشی تکلم میکنند . 